# 北学派
北学派（：／），又称利用厚生學派，是18世纪后半期朝鲜实学的一个流派，主要代表人物有洪大容（1731-1783年）、朴趾源（1737-1805年）、朴齐家（1750－1815年）等。:38-39:1242
清灭明后，朝鲜士大夫以“小中华”自居，视清朝为蛮夷，不齿于交往，拒绝接受清朝文化，文化孤立倾向愈发严重。一些“尊明攘夷”的保守派（义理派）甚至提出“北伐论”，宣言胡无百年之运:64。洪大容在前人的基础上，通过研究打破了传统儒家天圆地方，天动地静的陈腐观念，指出地球非宇宙中心，中国非地球中心的新宇宙观，摧毁了华夷之分的立足点，并提出“华夷一也”的新思想。朴趾源、朴齐家在洪大容的思想基础上又提出近夷狄师之，师夷以制夷的新华夷观。北学派主张积极学习中国和西方先进技术、文化，以达到强国富民的目的。:295-296:1242
北学派的利用厚生实学继承了许多经世学派的改革观点，包括身份制度、科举制度、税收制度、兵役制度的改革。同时，代表中小工商业者利益的北学派在星湖学派的基础上也有新的突破。与星湖学派以土地制度改革为中心的改革思想不同的是，北学派的改革思想是以货币流通、商品贸易、技术改革、对外开放为核心，具有一定程度的近代文明性质:261。北学派既不梦想贤明君主统治的理想社会，也不追求封建社会的改良与完善，而是具有近代文化意义的社会:297。